# هيلاري بالما
هيلاري بالما (بالإسبانية: Hilary Palma)‏ (5 يناير 1997 في بيرو - ) هي لاعبة كرة طائرة بيروفية. لعبت مع Club Sporting Cristal Vóley ‏.

## وصلات خارجية
- هيلاري بالما على موقع عالم الكرة الطائرة (الإنجليزية)